# Дуж-Душевский, Клавдий Степанович
Кла́вдий Степа́нович Дуж-Душе́вский (бел. Клаўдзій Сцяпанавіч Дуж-Душэўскі; 27 марта 1891—25 февраля 1959) — белорусский общественно-политический и культурный деятель, архитектор и журналист.
Считается автором бело-красно-белого флага — официального флага Белорусской Народной Республики (1918—1919) и Беларуси (1991—1995).

## Биография

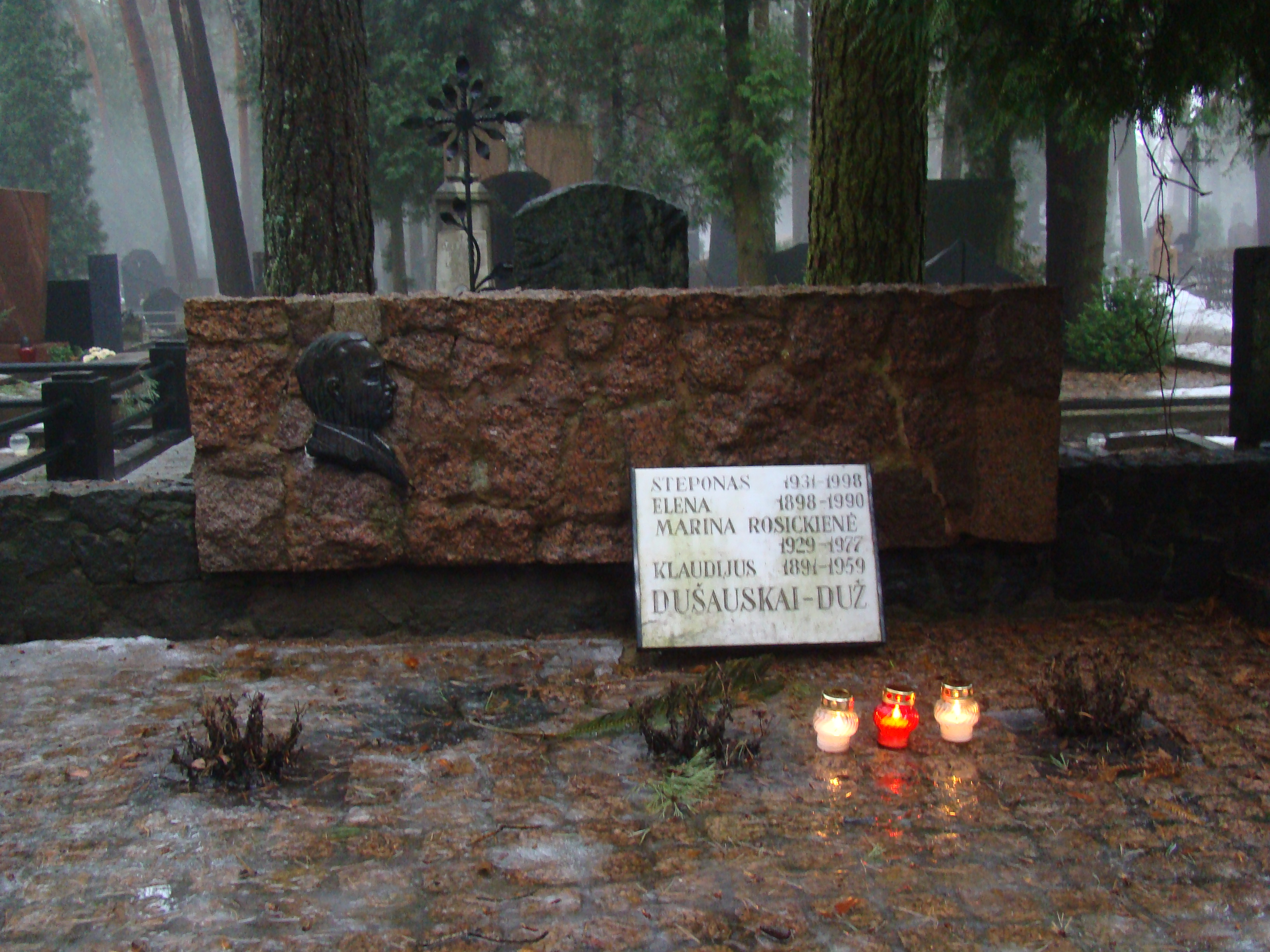
Могила Дуж-Душевского в Каунасе.

Родился 27 марта (8 апреля) 1891 года в городе Глубокое Виленской губернии Российской империи, ныне Витебской области Беларуси.

По материнской линии Дуж-Душевский происходил из семьи польских шляхтичей Полоцкого уезда. Его прадедушка Врублевский погиб во время Польского бунта 1831 года, дедушка Ян Высоцкий как жандарм-вешатель бунтовщиков сам был повешен 23 июля (4 августа) 1863 года в Сувалках, а мать свои первые годы вынуждена была провести в Антокольской тюрьме города Вильно. Отец же был из числа крестьян и обладал 6 десятинами земли, но основным средством заработка для Степана Душевского, как и его брата, было строительство. Клавдий с детства помогал им, а с началом получения образования занимался черчением, и даже складывал сметы домов, костела, строительства шоссе и мостиков. В старших классах уже сам управлял небольшими строительными работами, под пристальным присмотром отца составлял их проекты.— Герасимчик Василий. Клаўдыюш Дуж-Душэўскі — аўтар бел-чырвона-белага сцяга. Дата обращения: 15 июня 2016. Архивировано 4 мая 2016 года.
Получив первоначальное образование дома, продолжил обучение в Вильне, поступив в реальное училище, где изучал естествоведческие и физико-математические дисциплины. В 1912 году поступил в Петербургский горный институт. Именно здесь Дуж-Душевский начал свою общественную и культурную деятельность — являлся членом Белорусского научно-литературного кружка, где занимался изучением и охраной исторических памятников, совместно с членами кружка издавал журнал «Утро»; пробовал себя в студенческом театре.
После Февральской революции 1917 года начал заниматься политикой — вступил в Белорусскую социалистическую громаду, в июне 1917 года стал членом центрального комитета громады и её президиума.
После Октябрьской революции работал заведующим беженского отдела Белорусского национального комиссариата.
В апреле 1919 года переехал в Вильно и стал членом Белорусского национального комитета. В мае этого же года был избран председателем Центрального белорусского совета Виленщины и Гродненщины. Осенью 1919 года Клавдий Степанович стал дипломатическим представителем Белорусской народной республики в странах Прибалтики. В декабре 1919 года был назначен её государственным секретарём в правительстве Вацлава Ластовского.
В начале 1921 года был арестован польскими властями и после нескольких месяцев нахождения в тюрьме был освобождён; в этом же году вместе с семьёй перебрался в Каунас. Здесь продолжил свою литературную деятельность и в 1923 году начал совместно с Вацлавом Ластовским издавать журнал «Кривич», на страницах которого появились его статьи. Журнал просуществовал недолго, было выпущено двенадцать номеров. Затем Дуж-Душевский поступил на технологический факультет Литовского университета, который закончил в 1927 году, получив специальность инженера-строителя. В качестве архитектора работал в Литве в 1930-х годах, прошёл обучение в архитектурном бюро Владимира Дубенецкого. Проходя обучение в архитектурном бюро Дубинецкого, Дуж-Душевский спроектировал здание кинотеатра «Метрополитен», но под проектом стояла подпись Дубенецкого. И только сейчас признано, что здание, где сегодня размещается Каунасский драматический театр, создал Дуж-Душевский. Затем Клавдий Степанович работал в Министерстве связи Литвы, где разработал проекты многих зданий, связанных с деятельностью этого министерства. При этом проектировал и другие объекты, включая жилые дома.
В июне 1940 года арестован советскими властями и год провел в тюрьме.
После оккупации Литовской ССР немецкой армией отказался от сотрудничества с немцами, за что (а также за помощь евреям) в 1943 году попал в концлагерь в Правенишкесе.
После освобождения Литвы короткое время работал доцентом Каунасского университета, но в 1946 году вновь был арестован советскими властями. Был приговорён к 25 годам заключения с конфискацией имущества, однако затем срок был сокращён до 10 лет. По состоянию здоровья Дуж-Душевский досрочно был освобождён из тюрьмы в 1955 году. В последние годы жизни работал в институте «Литстройпроект».
Умер 25 февраля 1959 года в Вильнюсе, Литовская ССР. По другим данным — в Каунасе, где и похоронен на Пятрашюнском кладбище.

## Память
13 апреля 2004 г. Дуж-Душевский был награждён крестом Спасения погибающих.
В 2008 году в городе Глубокое Дуж-Душевскому была установлена памятная доска, которая просуществовала несколько дней и была снята властями. На ней было сказано: «Здесь в 1891 году родился Клавдий Степанович Дуж-Душевский — политик, просветитель, зодчий».
В 2012 году на этом же доме была установлена новая доска, где говорится: «Рядом находился дом, в котором родился и жил общественно-политический и культурный деятель, архитектор Клавдий Дуж-Душевский».